# Gerhard Fittkau
Gerhard Fittkau (ur. 11 maja 1912 w Tolnikach Wielkich, zm. 6 marca 2004 w Essen-Werden) – niemiecki teolog katolicki, dogmatyk, pisarz i dziennikarz.

## Życiorys

### Młodość i edukacja
Gerhard Fittkau był najstarszym synem wiejskiego nauczyciela Hugo Fittkau, miał siedmioro rodzeństwa. Wśród rodzeństwa był również Hans Werner Fittkau (1913–2002), ksiądz katolicki i miłośnik kaktusów, mieszkający później w Meksyku. Po trójce braci przyszła na świat Imgard, która później będzie wspierać brata w działalności dobroczynnej. W 1926 rodzina przeniosła się do Nowego Dworu w ówczesnym powiecie braniewskim. Tam przyszedł na świat najmłodszy z ośmiorga rodzeństwa, Ernst Josef Fittkau (1927–2012), znany niemiecki zoolog.
Gerhard uczęszczał do progimnazjum w Reszlu, zdał maturę na oceny bardzo dobre. Następnie studiował w seminarium duchownym w Braniewie, po którego ukończeniu 7 marca 1937 przyjął święcenia kapłańskie z rąk biskupa Warmii Maksimiliana Kallera w katedrze we Fromborku. Studiował również teologię i filozofię chrześcijańską w Collegium Germanicum w Rzymie, na Uniwersytecie w Innsbrucku oraz Uniwersytecie we Freiburgu (Szwajcaria). Pod koniec 1933 roku przebywał w sanatorium w Arosie (Szwajcaria). W 1939 roku jako kierownik duchowy pełnił posługę w klasztorze sióstr karmelitek we Wrocławiu-Pawłowicach. W 1944 roku ukończył ponadto studia we Wrocławiu i uzyskał doktorat z teologii na Uniwersytecie Wrocławskim na podstawie rozprawy Der Begriff des Mysteriums bei Johannes Chrysostomos. Eine Auseinandersetzung mit dem Begriff Kultmysteriums in der Lehre des Odo Casels. Oprócz niemieckiego, łaciny kościelnej i greki uczył się także francuskiego i angielskiego.

### Działalność
Najpierw pracował w Olsztynie jako sekretarz biskupa Warmii Maximiliana Kallera. Był przesłuchiwany przez gestapo we Fromborku, za publikowanie i kopiowanie listów pasterskich została skonfiskowana jego maszyna do pisania. Po kilku przesłuchaniach przez gestapo w Królewcu został wydalony z Warmii jako wróg państwa. W 1939 roku znalazł schronienie w klasztorze karmelitów w Pawłowicach koło Wrocławia i pracował tam jako kapelan.
8 września 1944 roku został mianowany proboszczem parafii Narodzenia NMP w Jarandowie w powiecie lidzbarskim. Po wycofaniu się Wehrmachtu do wsi wkroczyła w lutym 1945 Armia Czerwona, a następnie milicja NKWD.
W wyniku ofensywy 1945 roku Prusy Wschodnie zajęła Armia Czerwona, a w Jarandowie utworzono komendę milicji. Gerhard Fittkau został z innymi więźniami zamknięty na dwa tygodnie w piwnicach w Lidzbarku Warmińskim i przesłuchiwany przez komisarzy NKWD. Kilka dni później załadowano ich na ciężarówki i przewieziono do więzienia w Bartoszycach, a następnie do więzienia w Czerniachowsku.
6 marca 1945 roku w bydlęcym wagonie został wywieziony transportem kolejowym na Wschód przez Wilno, Mińsk, Smoleńsk, Moskwę, Gorki, Kotłas do Gułagu nad rzekami Ischmą i Peczorą w tajdze. Za zgodą politruka Hellwiga Gerhard Fittkau zorganizował tam 1 kwietnia 1945 nabożeństwo wielkanocne za deportowanych w barakach obozowych.
25 maja 1945 roku został przeniesiony do obozu lazaretu w Workucie za kołem podbiegunowym. Z powodu pelagry i osłabienia został zwolniony z obozu w Workucie w połowie sierpnia 1945. Pociągiem towarowym przez Imżę, Gorki, Moskwę, Orszę, Mińsk, Brześć i Polskę, po 28 dniach dotarł do Frankfurtu nad Odrą w radzieckiej strefie okupacyjnej NRD.
Od 24 września 1945 roku zamieszkał w szpitalu św. Gertrudy w dzielnicy Berlina-Köpenick prowadzonym przez zgromadzenie zakonne sióstr katarzynek z Braniewa. Jako świadek deportacji spisał w autobiograficznej książce swoje wspomnienia z lat 1944–1945 w książce Mein 33. Jahr. Książka została po raz pierwszy opublikowana w pięciu wydaniach w Nowym Jorku, następnie została przetłumaczona na dwanaście języków, w tym na język polski, i wielokrotnie wznawiana na całym świecie.
7 października 1945 kapelan Wolski przesłał mu list od jego matki, która po ucieczce z Warmii przybyła z mężem w okolicach Osnabrücku. Kilka tygodni później ks. Fittkau wsiadł nocą do pustego pociągu z węglem wjeżdżającego do brytyjskiej strefy okupacyjnej i spotkał się z rodzicami oraz biskupem Maximilianem Kallerem, którego był od połowy 1946 ostatnim sekretarzem. Jednocześnie był współpracownikiem Specjalnego Papieskiego Biura ds. Wysiedlonych Niemców. Po śmierci biskupa Kallera w dniu 7 lipca 1947 Gerhard Fittkau przejął opiekę nad swoimi rodakami z Warmii, zwłaszcza ze swojej byłej parafii w Jordanowie.
Jesienią 1948 został sekretarzem generalnym katolickiego Towarzystwa św. Bonifacego w Paderborn, a w lutym 1949 udał się do Nowego Jorku jako dyrektor Amerykańskiego Towarzystwa św. Bonifacego. Stamtąd organizował wszechstronną pomoc dla diaspory. Razem z nim pojechała jego siostra Imgard, która pomagała w działalności Towarzystwa i wysyłaniu paczek do uchodźców w Niemczech.
W 1953 Gerhard Fittkau został mianowany przez papieża Piusa XII szambelanem papieskim, a w 1956 prałatem papieskim. 28 grudnia 1956 roku wikariusz kapitulny Arthur Kather mianował go konsultorem diecezjalnym i radcą konsystorskim z tytułem kanonika.
W 1960 powrócił wraz z siostrą ze Stanów Zjednoczonych i osiedlili się w diecezji Essen. Sprowadzili tam swoich rodziców do siebie, którymi się opiekowali do śmierci (w 1967 umiera matka, w 1981 ojciec).
W 1961 biskup Franz Hengsbach mianował ks. Fittkaua egzaminatorem synodu, a w 1962 profesorem dogmatyki w nowo powstałym seminarium duchownym w Essen-Werden. 31 października 1983 zaprzestał pracy w uczelni. Podczas soboru watykańskiego II w Rzymie od 1962 do 1965 roku pełnił funkcję kierownika i rzecznika niemieckiego działu prasowego Biura Prasowego Soboru.
W okresie od 17 lipca do 2 sierpnia 1976 Fittkau przebywał w Polsce, aby nawiązać stały kontakt z tamtejszą administracją diecezjalną w Olsztynie na Warmii. W 1982 roku papież Jan Paweł II mianował go protonotariuszem apostolskim. W dniu Zesłania Ducha Świętego 1989 roku polski arcybiskup Edmund Piszcz mianował Gerharda Fittkau, jako pierwszego po wojnie niemieckiego duchownego kanonikiem honorowym bazyliki archikatedralnej we Fromborku. Kiedy latem 1991 roku papież Jan Paweł II odwiedził Olsztyn, Fittkau był w dniu 6 czerwca jednym z koncelebransów uroczystej mszy papieskiej.
Do końca życia mieszkał w Essen-Werden. Zmarł w wieku 91 lat. Pochowany został na cmentarzu Kalker Friedhof w dzielnicy Kolonii Merheim.